# Srednja anomalija
U nebeskoj mehanici, srednja anomalija je kut između velike poluosi elipse po kojoj se giba nebesko tijelo i radijvektora zamišljenoga tijela koje bi se po elipsi gibalo jednolikom kutnom brzinom uz jednak period orbite, odnosno zamišljenoga tijela koje bi se gibalo jednoliko po kružnici uz isti period. Srednja anomalija je dio perioda eliptične orbite izraženog kao kut koji je protekao otkad je tijelo prošlo periapsu. Srednja anomalija je veličina koja se može koristiti za izračunavanje položaja tijela u klasičnom problemu gibanja dvaju tijela. Srednja anomalija jedan je od tri kutna parametra, povijesno poznata kao anomalije, koji definiraju položaj tijela u orbiti; druga dva su ekscentrična anomalija i prava anomalija.

## Definicija
Ako je T vrijeme potrebno određenom tijelu da završi jednu orbitu, u vremenu T radijvektor prođe 2π radijana ili 360°. Prosječna kutna brzina tada je
{\displaystyle n={\frac {2\,\pi }{T}}={\frac {360^{\circ }}{T}}}
Ako se u trenutku τ tijelo nalazi u pericentru, definira se veličina 
{\displaystyle M=n\,(t-\tau )}
koja se naziva srednjom anomalijom. Ona daje kutnu udaljenost od pericentra u proizvoljnom vremenu t.
Budući da je brzina rasta kuta n, kao prosjek, konstantna, srednja anomalija raste linearno od 0 do 2π radijana ili od 0° do 360° tijekom svake orbite. Srednja anomalija jednaka je 0 kada se tijelo nalazi u pericentru, π radijana (180°) kada je tijelo u apocentru i 2π radijana (360°) nakon jednog potpunog okreta. Ako je srednja anomalija poznata u bilo kojem trenutku t, može je se izračunati u bilo kojem kasnijem trenutku t+δt dodavanjem n⋅δt.
Srednja anomalija ne mjeri kut između fizičkih objekata; ona je tek mjera za to koliko je tijelo u orbiti napredovalo od pericentra. 

## Srodni članci
- Keplerovi zakoni